# Sympherobius axillaris
Sympherobius axillaris is een insect uit de familie van de bruine gaasvliegen (Hemerobiidae), die tot de orde netvleugeligen (Neuroptera) behoort. 
Sympherobius axillaris is voor het eerst wetenschappelijk beschreven door Navás in 1928.